# سیارک ۲۵۱۴۳
سیارک ۲۵۱۴۳ ایتوکاوا (به انگلیسی: 25143 Itokawa، نامگذاری:1998SF36) بیست و پنج هزار و صد و چهل و سومین سیارک کشف شده‌است که در ۲۶ سپتامبر ۱۹۹۸ کشف شد. این سیارک به افتخار هیدئو ایتوکاوا، دانشمند موشکی ژاپن، نامیده شده‌است.
سیارک ۲۵۱۴۳ ایتوکاوا نخستین سیارکی است که توسط کاوشگرهای فضایی مورد نمونه‌برداری و مطالعه از نزدیک قرار گرفته‌است. کاوشگر فضایی هایابوسای سازمان فضایی ژاپن در روزهای ۲۰ و ۲۵ سپتامبر سال ۲۰۰۵ (۲۹ شهریور و ۳ مهر ۱۳۸۴) به سطح این سیارک نزدیک شده و اقدام به انجام عملیات نمونه‌برداری نمود.
نمونه‌برداری اول ناموفق بود اما در مورد موفقیت نمونه‌برداری دوم هنوز نمی‌توان با اطمینان صحبت کرد. دانشمندان ژاپنی منتظر باز شدن درب‌های کپسول حاوی نمونه‌ها که ۱۳ ژوئن ۲۰۱۰ در منطقه وومرای استرالیا فرود آمد هستند تا بتوانند با اطمینان دربارهٔ موفقیت نمونه‌برداری اظهار نظر نمایند.
قدر مطلق سیارک برابر ۱٫۹ است.

## خطر برخورد با زمین
اگرچه ایتوکاوا حدود دو میلیون کیلومتر از زمین فاصله دارد، اما رسماً یک سیارک بالقوه خطرناک شناخته می‌شود که در صورت رسیدن به زمین می‌تواند به آن آسیب برساند. ایتوکاوا به یک بالشتک فضایی غول‌پیکر شباهت دارد و نابود کردن آن بسیار دشوار است زیرا این سیارک یک تکه سنگ نیست، بلکه متعلق به خانواده توده‌های قلوه‌سنگ است که تحت تأثیر گرانش به هم چسبیده‌اند و این بدان معناست که به‌طور کامل از سنگ‌ها و صخره‌های سست ساخته شده که تقریباً نیمی از آن فضای خالی است.